# Pheonix Copley
Pheonix Copley, född 18 januari 1992, är en amerikansk professionell ishockeymålvakt som är kontrakterad till Washington Capitals i National Hockey League (NHL) och spelar för deras primära samarbetspartner Hershey Bears i American Hockey League (AHL). Han har tidigare spelat på NHL-nivå för St. Louis Blues och på lägre nivåer för Chicago Wolves i AHL, South Carolina Stingrays i ECHL, Michigan Tech Huskies (Michigan Technological University), Tri-City Storm och Des Moines Buccaneers i United States Hockey League (USHL) och Corpus Christi Ice Rays i North American Hockey League (NAHL).
Copley blev aldrig draftad av någon NHL-organisation.